# França Junior
Joaquim José da França Júnior (18 mars 1838 - 27 novembre 1890) était un dramaturge  journaliste et, initialement, peintre brésilien. À côté de Martins Pena, il est l'un des  plus célèbres auteurs de « comédie de mœurs ». Il a été membre de l'Académie brésilienne des lettres.

## Biographie
França Júnior est né à Rio de Janeiro, en 1838, de Joaquim José da França et Mariana Inácia Vitovi Garção da França. Il fait ses études au Colégio Pedro II puis à la Faculté de droit de l'université de São Paulo. Diplômé en 1862, il s'installe à Bahia, où il exerce la profession d'avocat avant de devenir secrétaire du gouverneur de la province.
De retour à Rio de Janeiro en 1880, il entre à l'Escola Nacional de Belas Artes, où il étudie la peinture sous la direction de Georg Grimm. Membre du Groupe de Grimm, il abandonne la peinture pour se consacrer uniquement à la littérature.
Ses pièces sont célèbres pour se moquer et ridiculiser la situation du Brésil pendant les dernières années du XIXe siècle.
Il meurt en 1890.

## Œuvres
- Meia Hora de Cinismo (1861)
- A República-Modelo (1861)
- Tipos da Atualidade (1862)
- Ingleses na Costa (1864)
- Defeito de Família (1870)
- Amor com Amor se Paga (pt) (1870)
- Beijo de Judas (1881)
- Como se Fazia um Deputado (1881)
- Caiu o Ministério! (1882)
- Maldita Parentela (1887)
- Entrei para o Clube Jácome (1887)
- De Petrópolis a Paris (1889)
- As Doutoras (pt) (1889)
- Portugueses às Direitas (1890)